# أكمل قرطام
أكمل أحمد رشدي قرطام (11 يناير 1955 -) هو مهندس بترول مصري وكاتب وناشط سياسي ونائب برلماني يرأس حزب المحافظين وعضو مؤسس في العديد من الحركات السياسية والاجتماعية مثل حركة شايفنكم ومصريين ضد الفساد، روتاري المعادي سرايات، منظمة برلمانيون ضد الفساد، كما يعتبر شريك مؤسس لجريدة المصري اليوم وعضو مجلس أمناء جريدة التحرير، يعتبر قرطام أحد أكبر رجال الأعمال المصريين، رئيس مجلس إدارة مجموعة صحارى للبترول.

## نشأته وحياته
ولد أكمل أحمد رشدي قرطام في 11 يناير 1955 محافظة الشرقية، تخرج من كلية هندسة البترول جامعة القاهرة.

## العمل السياسي
واجه أكمل قرطام العديد من المشاكل مع قيادات الحزب الوطني المنحل خلال الفترة من 2000 ، 2005، 2010 وذلك حينما رغب قرطام في خوض انتخابات مجلس الشعب عن دائرة المعادي والبساتين ودار السلام مستقلاً نزولاً عن رغبه أهالي الدائرة لتمثيلهم بالمجلس، فقد تم إسقاطه مرتين في 2000 و 2005 والضغط عليه والتلاعب بمصالحه من قبل رجال أعمال الحزب المنحل، حتى أنه حصل على حكم محكمة النقض عام 2005 بأحقيته في الفوز بانتخابات مجلس الشعب بعد أن تم التزوير ضده إلا أن رئيس المجلس الدكتور فتحي سرور في ذلك الوقت أطلق عبارته الشهيرة «المجلس سيد قراره»، وبرغم الضغوط الشديدة عليه إلا أنه قرر أن يتلاعب معهم بنفس منطقهم وانضم إليهم تحت ضغط شعبي إلا أنه استمر على موقفه في معارضتهم من خلال التربص بهم في الاسئلة وطلبات الإحاطة والاستجوابات بمجلس الشعب كما امتنع عن حضور أي اجتماعات أو دفع رسوم عضوية وقدم استقالته من عضوية الحزب الوطني بعد شهر واحد من الانضمام إليه.

## بعد الثورة
تعرض قرطام بعد الثورة لموجة من التشويه والتشويش المتعمد من قبل أعدائه وخصومه إلا أنه لم يستسلم ولم يترك لهم العمل السياسي وناضل، وقام بتفعيل حزب المحافظين بعد أن تم اختياره من قبل الجمعية العمومية رئيساً له، فقام بالدمج بين حزب المحافظين وحزب النهضة تحت التأسيس في يوليو 2011، ليصبح بعد فترة قليلة أحد أبرز السياسيين الذين يتمتعوا بالعقلانية في آرائهم والجرأة في قرارهم.

## برلمان 2015
في نهاية 2015 خاض قرطام انتخابات مجلس النواب واستطاع أن يحصل على عضوية البرلمان، وظلت مواقف قرطام طيلة 2015 مثيرة للجدل في الأوساط السياسية، فبالرغم من ترشحه على قائمة في حب مصر إلا أنه أعلن في أول لقاء تلفزيوني أن قائمة حب مصر تحالف انتخابي ينتهي بانتهاء الانتخابات البرلمانية.
مارس قرطام دوره البرلماني خلال عام 2016 في ظل ظروف سياسية وبرلمانية غير مستقرة، وأصبح الرجل الأكثر إثارة للجدل خاصة بعدما طالب بتعديل لائحة البرلمان بسبب افتئاتها على حقوق الأقلية، كما طالب بوجود مادة في اللائحة تجيز للنواب مسألة رئيس المجلس والوكيلين، وتقدم قرطام في هذا الشأن بأكثر من مائة مقترح، ولكن المجلس لم يأخذ بها.
وخلال دور الانعقاد الأول تنوع  نشاط النائب سواء على مستوى القضايا البرلمانية، أو القضايا المتعلقة بعضويته في لجنة حقوق الإنسان، وتحدث النائب خلال 32 جلسة من أصل 96 جلسة بواقع 108 دقيقة واستخدم النائب الأدوات الرقابية 29 مرة وشملت ( البيان العاجل – طلب الإحاطة – السؤال – الاستجواب – طلب مناقشة عامة) و تنوعت القطاعات المستخدم فيها الأدوات الرقابية فتم استخدام 7 أدوات ضد الفساد، و 5 للبنية التحتية، و 15 لكلا من الإهمال والثقافة والبيئة والصحة أداتين في المال والاقتصاد واسخدم النائب الأدوات التشريعية 54 مرة  وشملت (اقتراح برغبة – اقتراح بتعديل قانون – مشروع قانون)
ويعد أهم مشروع قانون تقدم به النائب أكمل قرطام هو مشروع تعديل قانون التظاهر، كونه أول نائب يقتحم تلك الدائر ويتقدم بمشروع فعلي لمجلس النواب لتخفيف العقوبات الواردة بقانون التظاهر.

## الاستقالة من البرلمان
مع بداية دور الانعقاد الثاني استشعر أعضاء لجنة حقوق الإنسان محاولة الأغلبية في السيطرة على لجنة حقوق الإنسان من أجل تمرير بعض القوانين، وهو ما دفعهم لمطالبة أكمل قرطام للترشح لرئاسة لجنة حقوق الإنسان للحد من توغلهم، أعد قرطام رؤيته للترشح محددا الأسس العلمية والتشريعية التي ستسير عليها اللجنة مستقبلا، واضطر ائتلاف الأغلبية لحشد 60 نائب لعضوية اللجنة من أجل إسقاط قرطام، ثم تقدم قرطام باستقالته رسميا من المجلس بعد يقينه بعدم وجود رغبة في الإصلاح البرلماني المنشود.

## محاربة الفساد
في 2005 شارك أكمل قرطام في تأسيس حركة شايفنكم والتي كان لها دور كبير في كشف تزوير الانتخابات عام 2005 و 2010 .
في 2006 شارك أكمل قرطام في تأسيس جريدة المصري اليوم 
في نفس العام قام أكمل قرطام بتأسيس حزب تحت مسمى النهضة ولكنه واجهته تحديات كبيرة من قبل أمن الدولة في اشهار الحزب والعمل تحت مظلته، وفي نفس العام طالب قرطام بتفعيل اتفاقية مكافحة الفساد.
عام 2010 وتحديدا بنهاية شهر أكتوبر إنضم قرطام للحزب الوطني لمحاولة احداث تغيير جذري من داخل الحزب ولكنه قُبل برفض قوى داخل صفوف الحزب الوطني نظراً لمواقفه السابقة، وفي نفس العام رفض قرطام حضور الجلسة الافتتاحية لمجلس الشعب بسبب حضور الرئيس الاسبق حسني مبارك نظراً لاعتراضه على المادة 101 من دستور 71 والتي تمنح الرئيس حق دعوة المجلس وهو ما رآه غير دستوري.
بعد ما يقرب من 70 يوم تقدم قرطام باستقالته من الحزب الوطني وعاد للعمل في إطار شعبي بعيداً عن مظلة الأحزاب فتقدم باستقالته في 24 يناير 2011. وفي فبراير 2011 قاد قرطام حملة توقيعات شعبية تطالب النائب العام بالتحفظ على أموال مبارك وفتح تحقيقات موسعة.

### أبرز مواقفه السياسية

#### فترة حكم المجلس العسكري
اعترض على أداء حكومة عصام شرف لما تنتهجه من سياسات توصم بما قبل 25 يناير من تعتيم للمعلومات، وتجاهل للمطالب، والتلويح دائماً بورقة الإفلاس، وعدم عمل المجلس العسكري وفق جدول زمني وانشغاله بقضايا فرعية
تحفظ على 4 بنود في وثيقة المبادئ الدستورية للدكتور/علي السلمي، كما رفض تطبيق نظام انتخابي قائم على القائمة النسبية فقط نظراً لعدم دستوريته وسيؤدي إلى تشكيل جكومة ائتلافية مما يهدد بأزمات سياسية، وطالب بتطبيق نظام انتخابي قائم على 50% للقائمة النسبية و 50% للفردي وذلك لتشجيع الأحزاب الجديدة والقديمة على المشاركة وعدم الافتئئات على حق المواطن في خوض الأنتخابات بعيداً عن الأحزاب. كما أعلن صراحة رفضه للنظام الانتخابي الذي ستعقد على أساس الانتخابات البرلمانية لما يشوبه من عوار دستوري.
كما طالب المجلس العسكري بتعديل بنود إتفاقيه السلام التي تحد من حركة الجيش المصري في حماية الحدود أو سيادة مصر على سيناء .
رفض العنف غير المبرر المستخدم ضد المتظاهرين بشارع مجلس الوزراء في ظل حكومة الدكتور/ كمال الجنزوري وطالب بفتح تحقيق شامل. ومن ثم طالب الوزير منصور العيسوي بضرورة إعادة هيكلة وزارة الداخلية واستبعاد إشراف الوزارة على مصالح «الأحوال المدنية» و«الجوازات» و«السجون» و«المرافق»، وإسناد عملية الإشراف على كل مصلحة لوزارة أخرى تتلائم طبيعة عملها مع تلك المصلحة.

#### فترة وجود مجلس الشعب
تعقيباً على أحداث بورسعيد الدامية رفض الالتفاف على صلاحيات مجلس الشعب المنتخب وطالب أعضائه بعدم إعطاء الفرصة للالتفاف على صلاحياته باتخاذ قرارات حاسمة بشأن الحوادث التي تقع في بلادنا، باعتباره صاحب الولاية العامة على كل المؤسسات في البلد والتخلي عن موقفهم السلبي في حسم الأمور الملتهبة.
رفضه نسبه الـ 50% التي أقرها مجلس الشعب لأعضائه للمشاركة في الهيئة التأسيسية الأولى لإعداد الدستور الجديد للبلاد مقابل 50% للأعضاء المشاركين في الهيئة من الشخصيات العامة، لمجافتها لعدالة التمثيل خاصة وأن الجمعية التأسيسية يجب ألا تخضع لمبدأ الأغلبية بقدر ما تخضع لمبدأ كفاءة وتنوع التمثيل.
ترحيبه لإلغاء العمل بقانون الطوارئ مطالباً بضرورة وجود توصيف واضح للبلطجي حتى لا يتم القبض على الثوار بتهمة البلطجة معتبراً استمرار العمل بهذا القانون بعد الثورة بمثابة ازدراء لها.

#### رؤيته للدستور
رفض المشاركة في لجنة إعداد الدستور التي رآها غير دستورية، ونظم العديد من الندوات لمناقشة الأبواب التي أنجزتها اللجنة، وطالب بإضافة باب للحفاظ على الأخلاق في الدستور، كما طالب أن يلغى مجلس الشورى في الدستور الجديد، وأن تلغى صفة الفلاحين ويضاف بدلاً منها الشباب.
رفض المسودة المقترحة للدستور ووصفها بالمعيبة، ورفض المادة 36 من الدستور المتعلقة بحقوق وحريات المرأة، والتي جاء فيها أن تكفل الدولة حقوق وحريات المرأة بما لا يخالف الشريعة الإسلامية.

#### الانتخابات الرئاسية وحكممحمد مرسي
إعلانه عدم دعم أي مرشح رئاسي ذو خلفية عسكرية، وأن الأولوية ستكون لصاحب البرنامج القوي الذي يمكن من خلاله نهضة مصر خاصة في مجال التعليم والصحة والعدالة الاجتماعية والتاريخ المشرف بغض النظر عن توجهات المرشح.
استيائه من غياب حقوق وقضايا الفلاحين عن معظم برامج مرشحي الرئاسة موضحاً أن المرشحين يضعون في أولويات اهتماماتهم في برامجهم الانتخابية الاهتمام بالقضايا العامة كالبطالة والقضاء عليها وتوفير فرص عمل للشباب.
رفض الفكرة التي طرحت عقب إعلان نتائج الجولة الأولى من الانتخابات الرئاسية حول تشكيل مجلس رئاسي مدني معتبراً ذلك انقضاضاً على قواعد العملية السياسية وانقلاب على صناديق الانتخاب.
تقدم لرئيس الجمهورية بأول مشروع سياسي يتضمن تشكيل مجالس الخبراء في مختلف المجالات السياسية والاقتصادية والثقافية والاجتماعية من المتخصصين تحت مشروع " ديمقراطية التخصص والقرارات المدروسة.
رفض قرار رئيس الجمهورية رقم 11 لسنة 2012 بعودة مجلس الشعب باعتباره تحدٍّ للمحكمة الدستورية وحنث باليمين الذي أقسمه أمام الدستورية على احترام الدستور والقانون
تضامن مع الإعلاميين ضد التضييق الإخواني لهم وعرض فتح مقرات الحزب لهم لممارسة مهامهم.
رحّب باستخدام رئيس الجمهورية سلطاته في تعيين وإقالة وزير الدفاع ورئيس الأركان.
انتقد إقتراح المستشار أحمد مكي حول قانون الطوارئ الجديد معتبراً إياه يعيد إلى الأذهان صورة النظام السابق وبطشته بادعائه حالة الطوارئ.
حذّر من أن الأنظمة التي تقوم على جثة استقلال القضاء هي أنظمة ديكتاتورية تتحول في وقت وجيز إلى أنظمة شمولية
رفض وجود جماعة الإخوان بشكل غير مقنن وغير قانوني .

## مقالات الرأي
- لبنان والفرصة الضائعة.
- مجلس الشعب بين الإهانة والاستهانة.
- الإصلاح أو الفوضى.
- فارس على بغلة ورسائل أخرى.
- أنا الرئيس.